# Franciszek Kiliński
Franciszek Kiliński (ur. 13 października 1786 w Warszawie, syn Jana i Marianny Rucińskiej) – oficer szwoleżerów-lansjerów Cesarstwa Francuskiego.
14 kwietnia 1807 wstąpił jako szwoleżer do 1 kompanii 1 pułku szwoleżerów-lansjerów Gwardii Cesarskiej. 1 sierpnia 1808 brygadier; 21 sierpnia 1808 awansował na wachmistrza; 17 lutego 1811 przeniesiony do 4 kompanii; 17 lutego 1811 został porucznikiem. 1 maja 1814 udał się z pułkiem do Polski.
Walczył w kampaniach 1808 – 1814. Brał udział w bitwach pod Wagram, Witebskiem, Możajskiem, Berezyną, Lützen, Budziszynem, Dreznem, Lipskiem, Hanau, Brienne-le-Château, Montmirail, Laon, Château-Thierry, Arcis-sur-Aube.
14 kwietnia 1813 r. otrzymał Legię Honorową nr 34859.